# 溫徹斯特 (康乃狄克州)
溫徹斯特（英語：Winchester）是一個位於美國康乃狄克州利奇菲爾德縣的城鎮。

## 地理
溫徹斯特的座標為41°55′30″N 73°06′11″W / 41.92500°N 73.10306°W，而該地的平均海拔高度為310米（即1,017英尺）。

## 人口
根據2010年美國人口普查的數據，溫徹斯特的面積為87.40平方千米，當中陸地面積為83.30平方千米，而水域面積為4.10平方千米。當地共有人口11,242人，而人口密度為每平方千米128人。